# Halalhypotheek
De halalhypotheek is een hypotheek speciaal voor moslims. Deze hypotheek bestaat omdat volgens de islamitische wet moslims geen rente mogen ontvangen en betalen. 

## Financiële constructie
Bij de halal-hypotheek wordt er geen rente betaald. In plaats daarvan wordt de bank eerst formeel eigenaar van het huis. Een paar dagen later verkoopt de bank het huis door aan de koper met een winstopslag. Het verkoopbedrag plus de winstopslag wordt vervolgens in termijnen, zonder rente, terugbetaald door de koper. Deze constructie staat bekend als murabaha en is oorspronkelijk bedoeld als een koop waarbij de verkoper aan de koper zijn aankoopprijs bekendmaakt en hierop een winstopslag verlangt. Murabaha wordt veelvuldig als alternatief voor een rentedragende lening gebruikt binnen het islamitisch bankieren.

## Kosten
Omdat de bank eerst formeel eigenaar wordt van het huis moeten er twee keer in plaats van één keer notariskosten betaald worden. 
Van dubbele overdrachtsbelasting is slechts sprake over de winstopslag van de bank.

## Fictieve rente en aflossing
Met de formule voor de effectieve rente vallen de termijnen op te splitsen in aflossing plus een fictief rentepercentage. Als de periodes tussen de termijnen gelijk zijn en de termijnen steeds even groot, dan is er in feite sprake van een annuïteitenhypotheek waarvan de effectieve rente berekend kan worden. De halalhypotheek is minder flexibel dan een gewone hypotheek, waarbij allerlei verschillende aflossingsvormen, met meer en minder variabele rente mogelijk zijn. Zo is vervroegde aflossing zeer onvoordelig met deze hypotheekvorm: als de lening eerder wordt terugbetaald dan wordt de winstopslag in feite uitgesmeerd over een kleinere periode en is de effectieve rente dus hoger. In de hiervoor genoemde calculator is dit effect door te rekenen door het bedrag dat op het einde eerder wordt afgelost als restschuld op te geven.

## Fiscale aspecten
Op dit moment komt deze fictieve rente niet in aanmerking voor de hypotheekrenteaftrek en dat is de reden dat deze hypotheek vooralsnog niet wordt aangeboden in Nederland. Indien deze constructie wel in aanmerking zou komen voor hypotheekrenteaftrek, dan is het de vraag of de hele winstopslag in één keer kan worden afgetrokken, of dat de winstopslag gespreid over een aantal jaren moet worden afgetrokken.

## Kritiek
Aangezien de geest van de wet belangrijker is dan de letter, wordt deze constructie door sommige groepen moslims toch gezien als een manier van banken om via een omweg rente te kunnen trekken. De winstopslag omvat immers mede een rentecomponent voor de bank, anders zou de bank immers niet in deze constructie willen investeren. Bovendien is murabaha oorspronkelijk bedoeld als een koopovereenkomst en niet als een geldlening. Zij zullen daarom ook deze hypotheekvorm afwijzen.